# Obiesta (rzeka)
Obiesta (ros. Обеста, ukr. Обеста) – rzeka na południowym zachodzie europejskiej części Rosji (Obwód kurski) i na Ukrainie (Obwód sumski).

## Geografia
Jest lewym dopływem rzeki Klewień. Jej długość to 52 km, a powierzchnia dorzecza – 518 km².
Rzeka wypływa ze źródeł na Wyżynie Środkoworosyjskiej w rejonie rylskim obwodu kurskiego (wieś Akimowka), a do Klewienia uchodzi na Ukrainie, w obwodzie sumskim (osiedle typu miejskiego Szałyhyne).

## Dopływy
Dopływami Obiesty są: Studienok, Łapuga (lewe), Krupka (prawy).

## Miejscowości, przez które przepływa rzeka

### Rejon rylski
Akimowka, Gniłowka, Parmienowka, Aleksandrowka, Niżniaja Mielnica, Krasnaja Zorka, Trufanowka, Zołotariowka, Nowoiwanowka, Krupiec, Ryżewka, Obiesta, Kaczanow, Krasnyj Pachar, Rieza, Łokot, Rubieżow, Gorodiszcze, Kozino

### Obwód sumski
Starykowe, Szałyhyne